# Walter Thomas James Morgan
Walter Thomas James Morgan CBE FRS (Islington, 5 de outubro de 1900 — 10 de fevereiro de 2003) foi um bioquímico britânico. Reconhecido por seu trabalho sobre a imunoquímica de antígenos e descrito como um dos pioneiros da imunoquímica.